# 山下宏明 (国文学者)
山下宏明（やました ひろあき、1931年8月18日- ）は、日本の国文学者。名古屋大学名誉教授。専門は『平家物語』などの軍記物語で、世界的に知られる研究者である。

## 略歴
神戸市生まれ。1958年神戸大学文学部国文科卒、1964年東京大学大学院国文学博士課程満期退学、1986年「平家物語の生成」で文学博士。金城学院大学助教授、名古屋大学教養部助教授から、文学部助教授に転じ、教授。1995年定年退官、名誉教授となり、愛知淑徳大学教授に着任。2007年、定年退職。

## 著書
- 『軍記物語と語り物文芸』塙書房 1972
- 『平家物語研究序説』明治書院 1972
- 『軍記物語の方法』有精堂出版 1983
- 『平家物語の生成』明治書院 1984
- 『平家物語の成立』名古屋大学出版会 1993
- 『いくさ物語の語りと批評』世界思想社 1997
- 『いくさ物語と源氏将軍』三弥井書店 2003
- 『琵琶法師の『平家物語』と能』塙書房 2006
- 『『平家物語』入門 琵琶法師の「平家」を読む』笠間書院 2012
- 『『平家物語』の能・狂言を読む』汲古書院 2018

### 編著
- 『平家物語の世界』編 (朝日カルチャーVブックス)大阪書籍 1985
- 『平家物語受容と変容』 (あなたが読む平家物語) 編 有精堂出版 1993
- 『軍記物語の生成と表現』編 和泉書院 1995
- 『平家物語研究と批評』編 有精堂出版 1996
- 『平家物語八坂系諸本の研究』編 三弥井書店 1997
- 『平家物語の生成』編 (軍記文学研究叢書)汲古書院 1997
- 『平家物語 批評と文化史』編 (軍記文学研究叢書) 汲古書院 1998
- 『軍記語りと芸能』編 (軍記文学研究叢書) 汲古書院 2000

### 校注
- 『源平闘諍録と研究』編著 未刊国文資料刊行会 1963
- 『平家物語』 (校注古典叢書) 明治書院 1975
- 『太平記』全5巻 (新潮日本古典集成) 校注 新潮社 1977-88
- 『平家物語 八坂本』編 大学堂書店 1981
- 『太平記 一冊で読む古典』校注 新潮社 1990
- 『新日本古典文学大系  平家物語』梶原正昭共校注 岩波書店 1991-93　のち文庫
- 『平治物語 (中世の文学)』校注 三弥井書店 2010

## 論文
- <山下宏明